# Terroryzm chrześcijański
Terroryzm chrześcijański – obejmuje akty terrorystyczne popełniane przez grupy lub osoby, które mają motywacje chrześcijańskie. Chrześcijańscy terroryści usprawiedliwiają swoją brutalną taktykę interpretacją Biblii zgodnie z własnymi celami i światopoglądem. Interpretacje te zazwyczaj różnią się od przyjętych chrześcijańskich doktryn.
Akty terrorystyczne mogą być popełnione przeciwko członkom innych wyznań chrześcijańskich, wyznawcom innych religii, świeckim rządom, grupom, jednostkom lub społeczeństwu. Chrześcijaństwo może być również wykorzystywane przez terrorystów jako retoryczne narzędzie do osiągania celów politycznych lub wojskowych.
Chrześcijańskie grupy terrorystyczne obejmują organizacje paramilitarne, kulty i luźne grupy ludzi, którzy mogą zjednoczyć się, aby terroryzować inne grupy. Niektóre grupy zachęcają również do aktów terrorystycznych dokonywanych przez osoby niepowiązane. Grupy paramilitarne są zazwyczaj związane z celami etnicznymi i politycznymi, a także religijnymi, a wiele takich grup ma przekonania religijne sprzeczne z konwencjonalnym chrześcijaństwem.

## Przemoc antyaborcyjna
W dniu 16 lipca 2001 r. Peter James Knight wszedł do East Melbourne Fertility Clinic, prywatnej kliniki wykonującej zabiegi aborcji, niosąc karabin i inną broń, w tym 16 litrów nafty, trzy zapalniczki, pochodnie, 30 knebli oraz odręczną notatkę „Z przykrością informujemy, że w wyniku śmiertelnego wypadku z udziałem niektórych pracowników byliśmy zmuszeni anulować wszystkie dzisiejsze wizyty”. Później Knight stwierdził, że zamierzał zabić wszystkich w klinice, a potem zaatakować wszystkie kliniki aborcyjne w Melbourne. Opracował domowej roboty kneble i blokady do drzwi, aby zapobiec ucieczce pacjentów i personelu, podczas gdy oblał ich naftą. Postrzelił w klatkę piersiową 44-letniego Stephena Gordona Rogersa, ochroniarza, zabijając go. Personel i pacjenci obezwładnili go wkrótce potem. Zamierzał zamordować 15 pracowników i 26 pacjentów kliniki, paląc ich żywcem. Według psychiatry Dona Sendipathy, Knight interpretował Biblię na swój własny sposób, wierzył we własną wersję chrześcijaństwa, w ramach której prowadził krucjatę przeciwko aborcji.
Eric Robert Rudolph przeprowadził zamach bombowy w Centennial Olympic Park w Atlancie w 1996 r., a także kolejne ataki na klinikę aborcyjną i lesbijski klub nocny, w których zginęły łącznie trzy osoby, a 150 osób zostało rannych. Michael Barkun, profesor Uniwersytetu w Syracuse, uważa, że Rudolph prawdopodobnie pasuje do definicji chrześcijańskiego terrorysty. James A. Aho, profesor na Uniwersytecie Stanowym Idaho, twierdzi, że względy religijne tylko częściowo zainspirowały Rudolfa.

## Przemoc przeciwko mniejszościom
Anders Behring Breivik został skazany za zamachy w Norwegii w 2011 r., w których zabił osiem osób, detonując bombę w samochodzie pułapce zaparkowanym na dzielnicy Regjeringskvartalet w Oslo, a następnie zastrzelił 69 uczestników obozu letniego młodzieżówki norweskiej Partii Pracy na wyspie Utøya. W dniu ataków Breivik elektronicznie rozpowszechnił zbiór tekstów zatytułowanych 2083: Europejska Deklaracja Niepodległości, opisujących jego ideologię. Breivik twierdzi, że prowadzi chrześcijańską krucjatę przeciwko wielokulturowości i uważa, że ataki były „konieczne”.

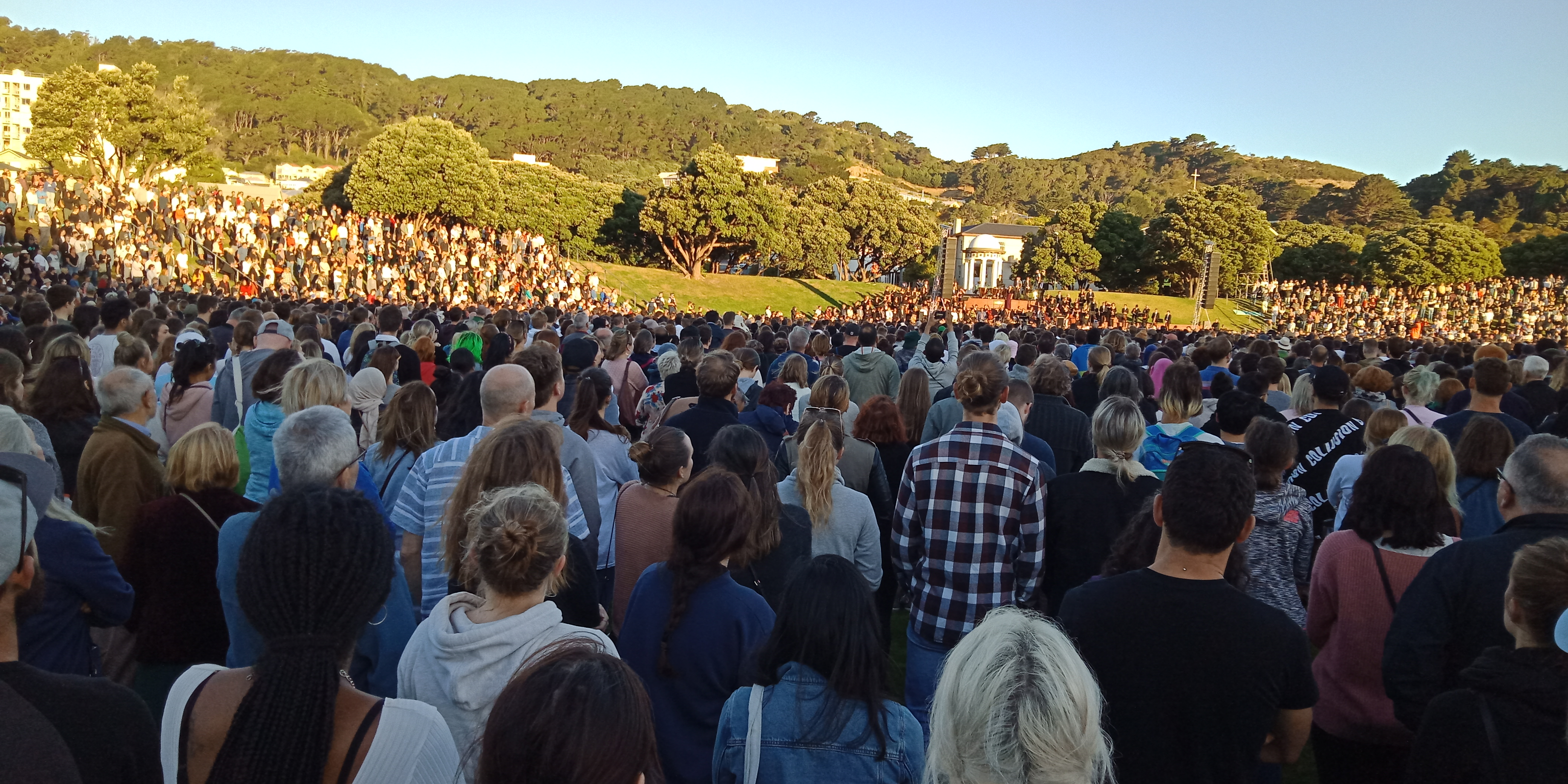
Czuwanie w Wellington (Nowa Zelandia) dla uczczenia zmarłych w zamachach na meczety w Christchurch, marzec 2019

Brenton Tarrant, 28-letni Australijczyk, 15 marca 2019 roku przeprowadził zamachy na meczety w Christchurch w Nowej Zelandii. W atakach zginęło 51 osób, a 49 zostało rannych. Według profesora Douglasa Pratta z Uniwersytetu w Auckland, który jest międzynarodowym ekspertem w kwestii terroryzmu religijnego, ataki w Christchurch były formą terroryzmu chrześcijańskiego i białej supremacji.